# Rinat Charafuline
Rinat Charafuline (russe : Ринат Галимзанович Шарафуллин), né le 26 août 1951, est un coureur cycliste soviétique des années 1970.
Après une carrière de coureur, où il est notamment médaillé d'argent aux championnats du monde du contre-la-montre par équipes, il devient entraîneur des cyclistes de la région d'Omsk.

## Palmarès
- 1972
  - 7ea (contre-la-montre) et 8eb (contre-la-montre) étapes du Tour de Yougoslavie[2]
  - 2e du Tour de Yougoslavie
- 1973
  -  Champion d'Union soviétique du contre-la-montre par équipes (avec l'équipe du "Bourevsnik")
  - 15eb étape de la Course de la Paix (contre-la-montre)
- 1974
  - Tour de Bulgarie
  -  Médaillé d'argent du championnat du monde du contre-la-montre par équipes (avec l'équipe de l'URSS)
- 1976
  - 5ea et 5eb (contre-la-montre) étapes de la Semaine bergamasque
  - 6e étape du Tour de Slovaquie
  - 2e de la Semaine bergamasque
  - 2e du championnat d'Union soviétique du contre-la-montre
  - 3e du Tour de l'URSS
- 1977
  - 7e étape du Tour de Táchira
  - 10e de la Milk Race[3]